# Jan van Wijk (kunstschilder)
Jan van Wijk (Amsterdam, 1919 - Den Haag, 2003) was een Nederlands kunstschilder.

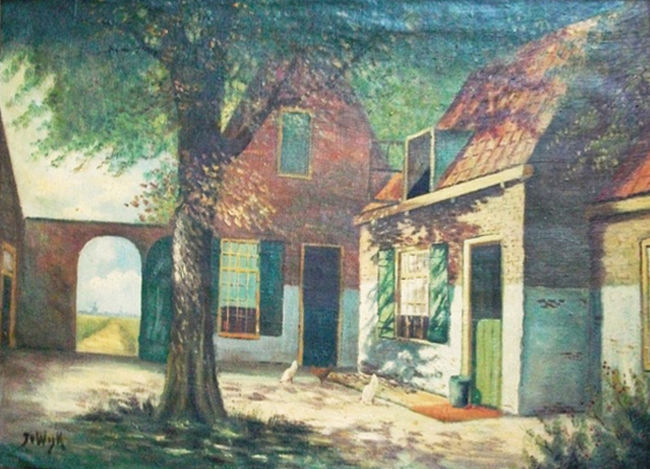
Boerderij Gemert, 1949. Olieverf op doek

Nadat Jan van Wijk tijdens de Tweede Wereldoorlog als dwangarbeider werkte, vertrok hij na de bevrijding naar Parijs om het schildersvak te leren. Hij had geen vooropleiding als schilder. In Parijs volgde Van Wijk lessen aan de schilderacademie als gevolg waarvan hij zich verder kon ontwikkelen.
Na twee jaar vertrok hij weer naar Nederland, waar hij trouwde en twee dochters kreeg. Naast zijn baan als elektricien bleef Van Wijk schilderen.
Hij exposeerde veelvuldig in het schildersdorp Bergen. Vaak exposeerde hij met de in Noord-Holland zeer bekende Mary Koekebier. Hij schilderde niet alleen voor de exposities maar ook in opdracht. Zijn favoriete onderwerpen waren stillevens (met een voorliefde voor rozen) maar ook stadsgezichten in binnen- en buitenland. Zijn grote liefde ging echter uit naar het schilderen van weidelandschappen: meestal met koeien maar ook molens. Hij werd daarbij geïnspireerd door de stijl van de Haagse School.
Nadat Jan van Wijk in de WAO terechtkwam, werd hij enkele jaren later gevraagd als docent schilderen aan de Rietveld Academie in Amsterdam. Na zijn pensionering scheidde hij van zijn vrouw en ging begin jaren 80 in Den Haag (samen)wonen. Tot op hoge leeftijd bleef hij zijn schildersezel trouw tot zijn gezondheid hem in de steek liet en hij ten slotte in 2003 in Den Haag overleed.